# Саде (буква)
ܨ (ܨܕܐ, в.-сир. саде, з.-сир. соде) — восемнадцатая буква сирийского алфавита.

## Использование
Происходит от арамейской буквы саде (𐡑), восходящей к финикийской букве цади (𐤑, ).
В сирийском языке обозначала эмфатический [sˁ]. В ассирийском языке обозначает [s]. Числовое значение в сирийской системе счисления — 90.
В романизациях ALA-LC и BGN/PCGN передаётся как ṣ.

## Кодировка
Буква саде была добавлена в стандарт Юникод в версии 3.0 в блок «Сирийское письмо» (англ. Syriac) под шестнадцатеричным кодом U+0728.